# Einsiedelsbach
Der Einsiedelsbach ist ein etwas über 2 km langer Waldbach im Gebiet der Gemeinde Rosenberg im Ostalbkreis im nordöstlichen Baden-Württemberg. Er fließt in den Ellwanger Bergen im südwestlich des Dorfes Rosenberg gelegenen, großen geschlossenen Waldgebiet zwischen der Ludwigsmühle von Rosenberg oberhalb und der Röhmensägmühle der Gemeinde Bühlerzell unterhalb an diesem kleinen Fluss westsüdwestwärts und mündet dann von links nahe dem Schnittpunkt von 49. Breiten- und 10. Längengrad in die Blinde Rot.

## Geographie

### Verlauf
Der Einsiedelsbach entsteht auf etwa 485 m ü. NHN im Waldgewann Türkei oder einem benachbarten etwa anderthalb Kilometer westlich der zweithöchsten Erhebung Hohenberg der Ellwanger Berge mit seiner Wallfahrtskirche St. Jakobus, wenig nordöstlich des Kammerstatter Wegs, des südlichen, dort von einer baumfrei gehaltenen Schneise einer Erdleitung begleiteten Waldwegs vom Rosenberger Weiler Hohenberg zum Bühlerzeller Weiler Kammerstatt.
Der Bach fließt anfangs etwa südwestwärts, durchquert nach etwa 200 Metern in einem eingesenkten Graben, der von einigen Sträuchern gesäumt ist, die etwa 20 Meter breite Waldschneise und wird nach etwa 150 weiteren Metern von seinem kürzeren linken Oberlauf aus dem Südsüdosten verstärkt. Dort wendet er sich in inzwischen merklicher Talmulde auf in großer Skala westsüdwestlichen, mäanderreichen Lauf durch den Wald, auf dem er gleich von einem weiteren Waldweg gequert wird. Danach folgt am linken Unterhang der Waldweg Einsiedelbachweg dem Bach bis zur Mündung, während sich der Harlesbuckweg rechts am mittleren Hang hält. Der Einsiedlerbach passiert bald einen aufgelassenen kleinen Sandsteinbruch am linken Hang und wird weiter abwärts von einem den rechten Hang herabkommenden Rinnsal verstärkt. Es entspringt einer gefassten Quelle am Oberhang, zeigt am steil abfallenden, steinigen Oberlauf Sinterbildungen und fließt vor der Mündung sumpfig zwischen zwei kleinen angelegten Teichen hindurch.
Der Einsiedelbach unterquert, wenige Schritte von einem auf den nahen Schnittpunkt von 49. Breiten- und 10. Längengrad verweisenden Holzschild entfernt, schließlich den das Rottal herab laufenden Waldweg und mündet einen Steinwurf weiter und wenige Meter unterhalb der Brücke des sich auf der anderen Seite des kleinen Flusses als Tiergartenweg fortsetzenden Einsiedelbachwegs von links und auf 434,4 m ü. NHN in die Blinde Rot, etwa 1,1 km unterhalb der Stelle, wo der erwähnte Kammerstatter Weg diese kreuzt.
Der Einsiedelsbach mündet nach etwa 2,2 km langem Lauf mit mittlerem Sohlgefälle von rund 23 ‰ etwa 51 Höhenmeter unterhalb seines Ursprungs.

### Einzugsgebiet
Der Einsiedelbach hat ein etwa 1,9 km² großes Einzugsgebiet, das im Unterraum Ellwanger Berge des Naturraums der Schwäbisch-Fränkischen Waldberge liegt. Bis auf wenige in der offenen Flur liegende Hektar an seiner Ostspitze im Gewann Hinteres Feld ist es völlig von Wald bestanden. Dort an der Ostspitze am diesseitigen Fuß des Hohenbergs liegt auch auf wenig über 510 m ü. NHN der höchste Punkt. Die beidseits das Waldtal begleitenden Wasserscheiden bleiben lange auf Höhen über 500 m ü. NHN oder wenige Meter darunter.
Reihum grenzen die Einzugsgebiete der folgenden Nachbargewässer an:
- Im Norden fließt der Fuchsbach in selber Richtung weiter aufwärts in die Blinde Rot, die in den Kocher mündet;
- im Nordosten liegt das Quellgebiet des Häselesbronnenbachs, der über den Orbach zur Orrot entwässert, einen Zufluss der Jagst;
- im Süden fließt der Stadelsbach etwa parallel wiederum zur Blinden Rot, nunmehr abwärts der Einsiedelsbach-Mündung.

Das völlig unbesiedelte Gebiet gehört in Gänze zur Gemeinde Rosenberg; ans andere Ufer der Rot grenzt die Gemeinde Bühlerzell im benachbarten Landkreis Schwäbisch Hall.

### Zuflüsse und Seen
Liste der Zuflüsse von der Quelle zur Mündung. Gewässerlänge, Einzugsgebiet und Höhe nach den entsprechenden Layern auf der Onlinekarte der LUBW. Andere Quellen für die Angaben sind vermerkt.
Ursprung des Einsiedelsbachs auf etwa 485 m ü. NHN wenig nordöstlich der Erdleitungstrasse entlang dem Kammerstatter Weg und etwa 1,5 km westlich des Hohenberg-Gipfels.
- (Anderer Oberlauf), von links und Südsüdosten auf etwa 479 m ü. NHN kurz nach der Unterquerung des Waldweges Glassträßle, ca. 0,2 km und unter 0,4 km². Entsteht auf etwa 483 m ü. NHN. Unbeständig.
- (Hanggerinne), von rechts und Norden auf etwa 447 m ü. NHN, ca. 0,2 km und unter 0,1 km². Entspringt auf etwa 482 m ü. NHN einer gefassten Waldquelle. Unbeständig.

Mündung des Einsiedelsbachs von links und Ostnordosten auf 434,4 m ü. NHN an der Kreuzung der sich jenseits des Flüsschens als Tiergartenweg fortsetzenden Einsiedelbachwegs mit dem dieser folgenden Waldweg in die Blinde Rot. Der Einsiedelsbachs ist ca. 2,2 km lang und hat ein ca. 1,9 km² großes Einzugsgebiet.

## Geologie
Der Einsiedelsbach ist ein Gewässer des Keuperberglandes, sein Einzugsgebiet liegt im Mittelkeuper. Dessen dort höchste und im Gebiet weit überwiegende Schicht ist der Stubensandstein (Löwenstein-Formation). Der Talgrund hat sich erst nach über einem Drittel des Laufes bis in die Oberen Bunten Mergel (Mainhardt-Formation) eingeschnitten, etwas später bis in den Kieselsandstein (Hassberge-Formation) darunter, in dessen Schichthöhe der Bach auch mündet. 
Auf den letzten halben Kilometer läuft der Bach in einem holozänen Auensedimentstreifen, zuvor liegt teilweise umgelagertes und abgestürztes Gestein auf der Talsohle.
Im erwähnten ehemaligen Steinbruch am linken Hang wurde Unterer Stubensandstein abgebaut. Die Abbauwand ist etwa acht Meter hoch und vierzig Meter lang, die Abbausohle ist teilweise feucht.

## Natur und Schutzgebiete
Das Bett des auf dem längsten Teil seines Weges stark mäandrierenden Einsiedelsbachs ist im Mittel weniger als einen Meter breit, meist wenig eingetieft und hat sandiges bis kiesiges Sediment. Am Oberlauf durchzieht er begleitet von Erlen und Eschen einen Fichtenwald, weiter abwärts wechseln sich im Bereich von Schonungsflächen am Ufer Buchen und Erlen ab.

### LUBW
Amtliche Online-Gewässerkarte mit passendem Ausschnitt und den hier benutzten Layern: Lauf und Einzugsgebiet des Einsiedelsbachs

Allgemeiner Einstieg ohne Voreinstellungen und Layer: Daten- und Kartendienst der Landesanstalt für Umwelt Baden-Württemberg (LUBW) (Hinweise)
1. 1 2  Höhe nach dem Höhenlinienbild auf dem Hintergrundlayer Topographische Karte.
2. 1 2  Höhe nach blauer Beschriftung auf dem Hintergrundlayer Topographische Karte.
3. 1 2  Länge nach dem Layer Gewässernetz (AWGN), ergänzt um ein kleines, auf der Gewässerkarte nicht berücksichtigtes Anfangsstück, das auf dem Hintergrundlayer Topographische Karte abgemessen wurde.
4. 1 2 3  Einzugsgebiet abgemessen auf dem Hintergrundlayer Topographische Karte.
5. ↑  Länge abgemessen auf dem Hintergrundlayer Topographische Karte.
6. 1 2  Schutzgebiete nach den einschlägigen Layern, Natur und alter Steinbruch teilweise nach dem Layer Biotop.

### Andere Belege
1. 1 2  Wolf-Dieter Sick: Geographische Landesaufnahme: Die naturräumlichen Einheiten auf Blatt 162 Rothenburg o. d. Tauber. Bundesanstalt für Landeskunde, Bad Godesberg 1962. → Online-Karte (PDF; 4,7 MB)
2. 1 2  Hansjörg Dongus: Geographische Landesaufnahme: Die naturräumlichen Einheiten auf Blatt 171 Göppingen. Bundesanstalt für Landeskunde, Bad Godesberg 1961. → Online-Karte (PDF; 4,3 MB)
3. ↑  Geologie nach den Layern zu Geologische Karte 1:50.000 auf: Mapserver des Landesamtes für Geologie, Rohstoffe und Bergbau (LGRB) (Hinweise)